# 羅伯特·艾特肯
羅伯特·格蘭特·艾特肯（英語：Robert Grant Aitken，1864年12月31日—1951年10月29日）是一位美國天文學家。

## 傳記
艾特肯出生於加利福尼亞州杰克逊，就讀於麻州的威廉姆斯學院，在1887年獲得學位畢業。從1887年至1891年，他在加利福尼亞州的利弗莫爾任數學教師，然後在1892年獲得威廉姆斯學院的碩士學位。於是，他成為太平洋學院和另一所文科大學的數學教授。在1985年，他獲得利克天文台的助理天文學家的職位。
他開始有系統的研究雙星，測量它們的位置和計算彼此互繞的軌道。從1899年，艾特肯與威廉．赫西合作，有條不紊地創造了此種恆星一個非常大的目錄，並發表在利克天文台的公報上。在1905年，威廉．赫西離開了，但是艾特肯繼續獨自這項調查的工作。迄1915年，他大約新發現了3,100對聯星。這項成果在1932年發表，名為”在北極星120° 範圍內的雙星新目錄”，包含了軌道資料，讓添梧學家可以計算和統計大量恆星的質量。由於編輯聯星目錄的工作，他在1926年獲得布魯斯獎。
在它的職業生涯中，艾特肯還測量和計算彗星和行星的天然衛星軌道。在1908年，他參加了在太平洋中的弗林特島日食遠征觀測。他有關”聯星”的工作在1918年出版，並在1935年出版第二版。在1894年參加太平洋天文學會之後，艾肯特在1899年和1915年，兩度獲選為該學會的主席。在1932年，他擔任英國皇家天文學會的達爾文講座，並在當年成為該學會的會員。從1918年至1928年，他是國際天文學聯合會的雙星委員會。
艾肯特有部分聽障並且使用助聽器。他大約在1888年與傑西·湯瑪斯結婚，傑西·湯瑪斯在1943年過世。他的孫子羅伯特·貝克·艾特肯是廣為人知的禪宗菩薩講師和作者。

## 榮譽
獎勵
- 法蘭西學院的拉朗德獎：1906年與威廉．赫西（英语：William Hussey (astronomer)）一起得獎。
- 布魯斯獎（1926年）
- 英國皇家天文學會金質獎章 （1932年）
- 里滕豪斯獎章（Rittenhouse Medal） (1934)
- 從太平洋學院、威廉姆斯學院、亞利桑那大學的名譽科學博士，和加利福尼亞大學的名譽學位。

以他的名字命名
- 小行星艾特肯
- 月球上的艾特肯：是非常巨大的南極艾特肯盆地的一部分

## 外部連結
- Bruce Medal page （页面存档备份，存于）
- Awarding of Bruce Medal （页面存档备份，存于）
- Awarding of RAS gold medal （页面存档备份，存于）
- Biographical Memoir (1958) by Van Den Bos （页面存档备份，存于）
- Double Star Observer, Cataloguer, Statistician, and Observatory Director
- Additional Photos from the Emilio Segre Visual Archive, American Institute of Physics
- National Academy of Sciences Biographical Memoir[永久]

### 讣告
- IrAJ 2 (1952) 27 （页面存档备份，存于） (one paragraph)
- JO 35 (1952) 25 （页面存档备份，存于） (in French)
- JRASC 46 (1952) 28 （页面存档备份，存于）
- MNRAS 112 (1952) 271 （页面存档备份，存于）
- PASP 64 (1952) 5 （页面存档备份，存于）